# Святослав Иванович
Святослав Иванович (ум. 1386) — великий князь Смоленский (1359—1386), сын Ивана Александровича Смоленского.

## Биография
По смерти отца занял смоленский престол. В 1368 году участвовал в первом походе Ольгерда на Москву, во время так называемой «Литовщины». Когда Ольгерд вынужден был вернуться на западные границы своего княжества, чтобы отразить нападение тевтонцев, московские войска предприняли ответный поход в смоленские земли. В 1370 году смоленские войска приняли участие по втором походе Ольгерда на Москву, после чего Святослав получил угрожающее послание от константинопольского патриарха. В 1372 г. в рамках мирного договора между Москвой и Литвой был подписан также мир Москвы со Смоленском.
Затем, вместе со своим племянником, Иваном Васильевичем Вяземским, сражался уже на стороне Москвы, — в 1375 году смоленские войска участвовали в походе Дмитрия Ивановича на Тверь (Ольгерд в это время совершил набег на смоленские земли), а в 1380 году — в Куликовской битве.
В 1386 году смоленские войска осадили контролируемый Литвой Мстиславль, но вскоре подошли польско-литовские войска Ягайло Ольгердовича и нанесли смолянам поражение (Битва на реке Вехре). Святослав с племянником погибли, старший сын Святослава Глеб был уведён заложником в Литву.
Смоленский престол занял, присягнув Ягайле, второй сын Святослава Юрий, женатый на дочери Олега Ивановича Рязанского и Евфросиньи Ольгердовны; сохранилась грамота князя Юрия Святославовича о союзе на подчинённых условиях с Владиславом (Ягайлом), "королём польским, литовским и русским, иных земль господарем", а также "с братом с его князем великим Скиригайлом"(1386 г.).

## Дети
- Агриппина — жена Ивана Ольгимундовича Гольшанского
- Глеб (около 1353—1399) — князь Смоленский, убит в Битве на реке Ворскле.
- Юрий (около 1353—1407) — князь Смоленский.
- Александр Дашек (1358/60 — 1408) — родоначальник князей Дашковых.
- Юлиания (Ульяна) — первая жена литовского боярина Монивида.
- Анна — жена великого князя литовского Витовта[9]. Возможно, была дочерью не Святослава, а литовского боярина Судимонта (или его сестрой).
- Иван (около 1364—1403) — князь Вяземский, по другой версии князь Порховский, тогда как Вяземским князем был Иван — племянник Святослава Ивановича.
- Дочь (?)[10] — жена Бориса Михайловича (1362—1395), сына Михаила Тверского
- Владимир (Предположительно), похоже, удела не имел.